# Lista dos 100 melhores romances pela revista Time
A Lista da Time dos 100 melhores romances, é uma lista sem classificação dos 100 melhores romances—e das dez melhores graphic novels—publicados em língua inglesa entre 1923 e 2005. A lista foi compilada pelos críticos da Time, Lev Grossman e Richard Lacayo.
A lista inclui apenas as obras entre 1923 (quando a Time foi publicada pela primeira vez) e 2005 (quando a lista foi compilada). Como resultado, os livros notáveis, como Ulisses de James Joyce—publicado antes de 1923—não eram elegíveis para inclusão.
Watchmen (1986) de Alan Moore e Dave Gibbons aparece em ambas as listas dos 100 melhores romances e 10 melhores graphic novels, dando as listas combinadas 109 entradas.